# Municipio de Ashtabula (Ohio)
El municipio de Ashtabula (en inglés: Ashtabula Township) es un municipio ubicado en el condado de Ashtabula en el estado estadounidense de Ohio. En el año 2010 tenía una población de 20941 habitantes y una densidad poblacional de 398,43 personas por km².

## Geografía
El municipio de Ashtabula se encuentra ubicado en las coordenadas 41°52′58″N 80°45′58″O / 41.88278, -80.76611. Según la Oficina del Censo de los Estados Unidos, el municipio tiene una superficie total de 52.56 km², de la cual 52.05 km² corresponden a tierra firme y (0.97%) 0.51 km² es agua.

## Demografía
Según el censo de 2010, había 20941 personas residiendo en el municipio de Ashtabula. La densidad de población era de 398,43 hab./km². De los 20941 habitantes, el municipio de Ashtabula estaba compuesto por el 83.29% blancos, el 8.12% eran afroamericanos, el 0.39% eran amerindios, el 0.34% eran asiáticos, el 0.03% eran isleños del Pacífico, el 3.12% eran de otras razas y el 4.71% pertenecían a dos o más razas. Del total de la población el 8.74% eran hispanos o latinos de cualquier raza.